# Kampong Speu
Kampong Speu (in lingua khmer កំពង់ស្ពឺ) è una città della Cambogia, capoluogo della provincia omonima.
La maggior parte degli abitanti parla solo khmer, ma alcuni parlano mandarino (di solito si trovano impiegati nei piccoli caffè/ristoranti o nei negozi).
Il centro della città ospita un mercato, circondato da negozi di biciclette, un dispensario e piccoli ristoranti. A pochi minuti di distanza si trova una pensione (Pheng Ang Guesthouse) per i viaggiatori. Ci sono numerose scuole private e orfanotrofi gestiti da organizzazioni sociali e missionarie di Singapore, Filippine e altri Paesi.